# Márvány-kanyon
A Márvány-kanyon (angolul Marble Canyon) a Colorado folyó egyik kanyonja (szurdok) Észak-Arizonában, a Glen Canyon gáttól a Kis-Colorado folyó egybefolyásáig terjed, mely a Grand Canyon kezdetét jelöli. A kanyonon átível a Navajo híd, melyen a 89A út halad keresztül. Ez a szurdok jelöli a navahó indiánok földjének nyugati határát. 1975-ben a terület a Grand Canyon Nemzeti Park része lett.
Az 1950-es években gátépítést terveztek a Colorado folyóra ezen a részen, de a tervezetet sokan ellenezték, leginkább a Sierra Club környezetvédői, így a tervet 1968-ban elvetették. A kanyon vörös mészkőfalába vájt próbafúrások nyomait ma is látni lehet.

## Képek

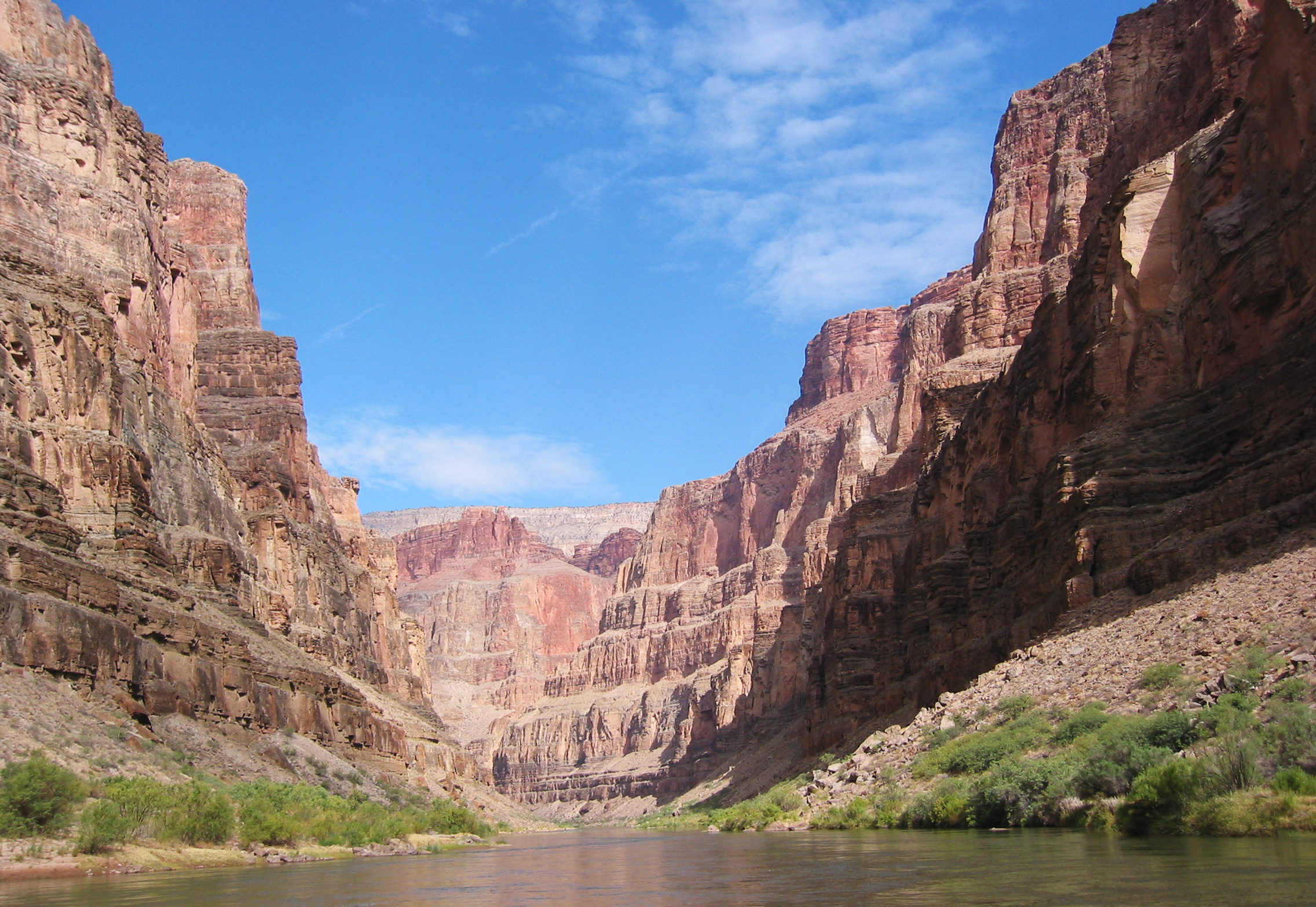
A Marble Canyon egy része a folyóról nézve
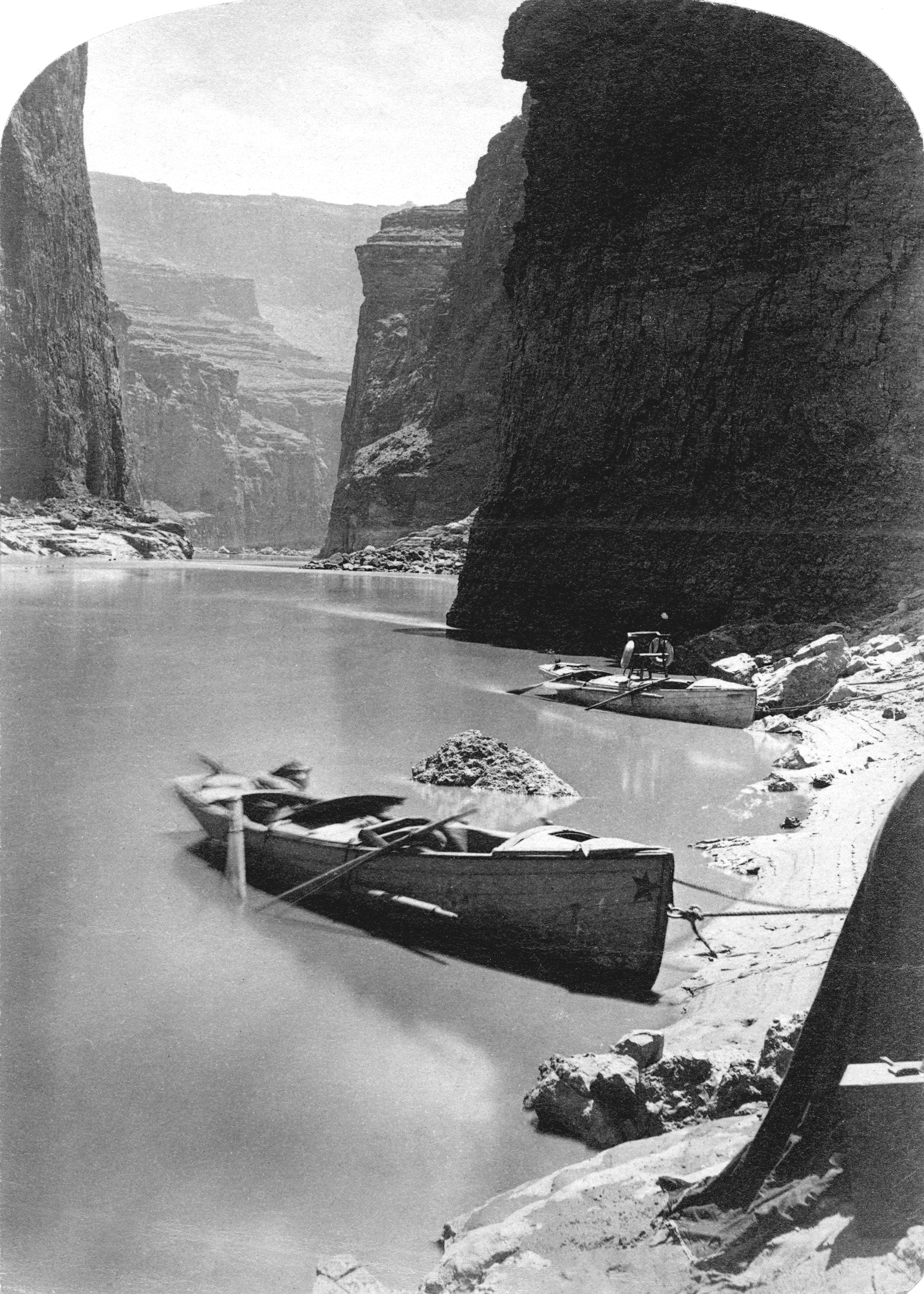
John Wesley Powell második expedíciója, 1872, Marble Canyon
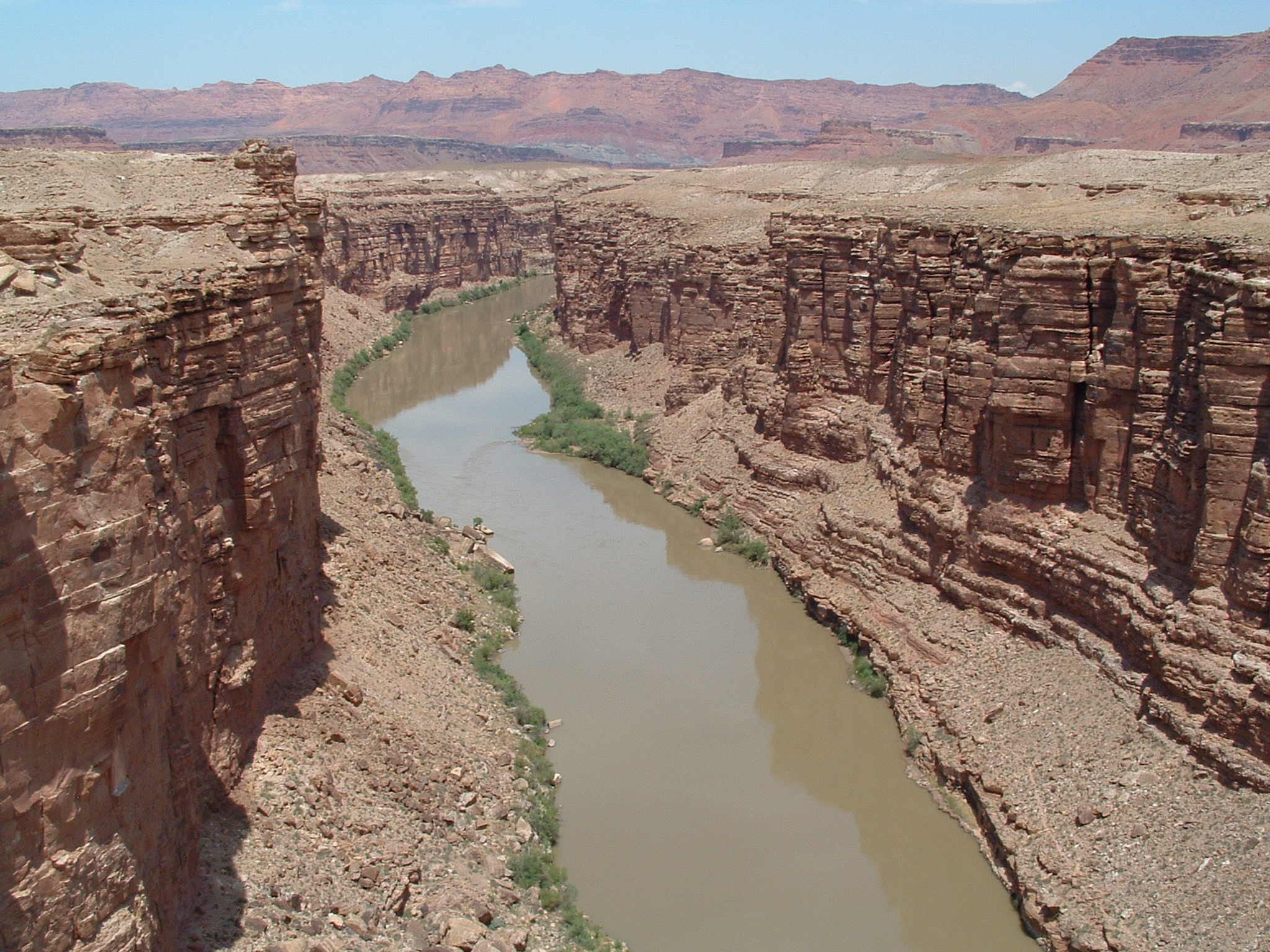
Látvány a Navajo hídról